# 克拉羅

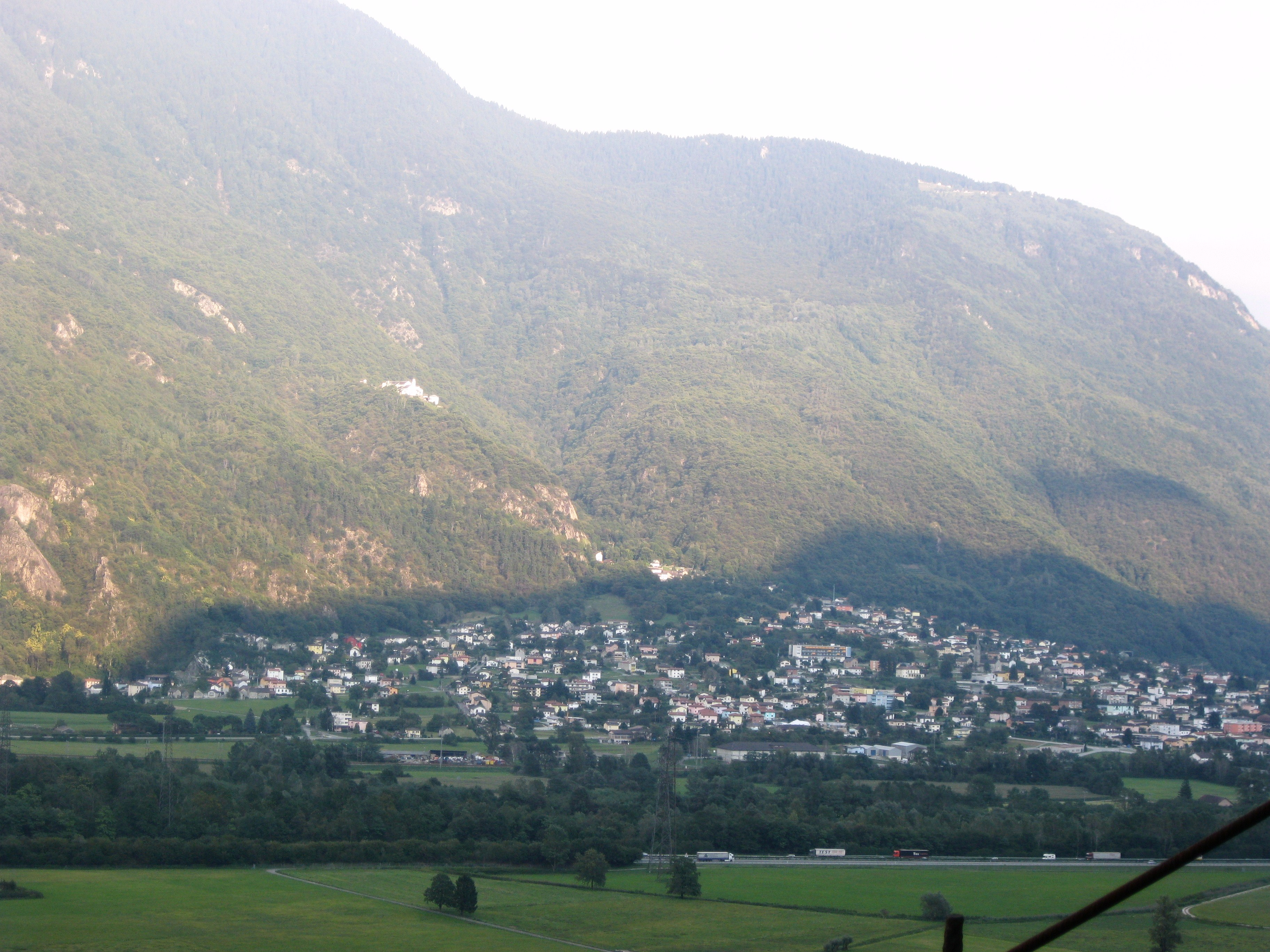

克拉羅是瑞士的城鎮，位於該國南部，由提契諾州負責管轄，面積21.22平方公里，海拔高度270米，2011年人口2,638，八成人口信奉羅馬天主教，人口密度每平方公里124人。

## 外部連結
- Official website （页面存档备份，存于） （意大利文）